# Reibempfindlichkeit
Als Reibempfindlichkeit bezeichnet man das Verhalten eines Stoffes (meist eines Explosivstoffes) gegenüber mechanischer Belastung. Das Kriterium ist dabei, dass sich der Stoff unter der Einwirkung einer Reibbelastung unter Knistern, Entflammung oder Explosion zersetzt.

## Prüfmethode
Als Prüfmethode wird der von der Bundesanstalt für Materialforschung und -prüfung (BAM) entwickelte Reibtest verwendet. Hierbei wird der Stoff zwischen zwei Porzellankörpern mit einer definierten Reibkraft belastet. Diese ergibt sich aus dem Produkt von Reibweg und Gewichtseinstellung am Prüfgerät und wird in der Einheit Newton (N) angegeben.

## Einstufungen
Im Sinne des Sprengstoffgesetzes sowie der Verordnung (EG) Nr. 440/2008 der Europäischen Kommission gilt ein Grenzwert von 360 N, unter dem eine Einstufung als explosionsgefährlicher Stoff erfolgt. Der Reibtest gehört neben der Prüfung auf Schlagempfindlichkeit (Fallhammertest) und dem Stahlhülsentest zu den nach dem Sprengstoffgesetz vorgeschriebenen Prüfungen.
Die Prüfung ist als Test 3(b)(i) (BAM friction apparatus) innerhalb der Testserie 3 Teil der Prüfschemata zur Klassifizierung von Explosivstoffen der Klasse 1 im Sinne der Gefahrgutvorschriften.

## Beispiele
Die folgende Tabelle gibt eine Übersicht typischer reibeempfindlicher Stoffe. Stoffe wie Ammoniumnitrat, Dinitrobenzol, Nitroglycol, Nitroglycerin, Pikrinsäure und Trinitrotoluol geben in der Reibapparatur bis zu einer Belastung mit 36 kp bzw. 353 N keine Reaktion.
| Stoff                           | Belastung des Reibstiftes | Belastung des Reibstiftes |
| Stoff                           | kp                        | N                         |
| ------------------------------- | ------------------------- | ------------------------- |
| Silberacetylid                  | 0,01                      | 0,1                       |
| Hexamethylentriperoxiddiamin    | 0,01                      | 0,1                       |
| Bleiazid                        | 0,01                      | 0,1                       |
| Cyanurtriazid                   | 0,01                      | 0,1                       |
| Quecksilber(II)-acetylid        | 0,01                      | 0,1                       |
| Kupferacetylid                  | 0,01                      | 0,1                       |
| Tricycloacetonperoxid           | 0,01                      | 0,1                       |
| Blei(II)-trinitroresorcinat     | 0,15                      | 1,5                       |
| Quecksilber(II)-fulminat (grau) | 0,3                       | 3                         |
| Quecksilber(II)-fulminat (weiß) | 0,5                       | 5                         |
| Tetrazen                        | 0,8                       | 8                         |
| Erythritoltetranitrat           | 3                         | 30                        |
| Nitropenta                      | 6                         | 60                        |
| Silber(I)-oxalat                | 8                         | 80                        |
| Hexogen                         | 12                        | 120                       |
| Strontiumazid                   | 12                        | 120                       |
| Bariumazid                      | 24                        | 240                       |
| Tetryl                          | 36                        | 359                       |